# Коскинен, Рольф
Рольф Коскинен (фин. Rolf Koskinen, 21 июля 1939, Хельсинки — 8 января 2010, Хельсинки) — финский спортсмен-ориентировщик, призёр чемпионатов мира по спортивному ориентированию и чемпион Европы 1964 года в эстафете.
Участвовал в составе финской сборной в первых двух чемпионатах Европы, в 1962 году в Норвегии и в 1964 году в Швейцарии. На первом чемпионате Европы эстафета проводилась «вне зачета». Сборная Финляндии заняла первое место. Через два года в составе (Юхани Салменкюля, Рольф Коскинен, Аймо Тепселль и Эркки Кохвакка) сборная Финляндии повторила свой успех, став таким образом, первой страной-победительницей чемпионата Европы в эстафете.
На третьем конгрессе ИОФ, который состоялся в Болгарии в 1965 году, было принято решение вместо чемпионата Европы проводить чемпионат мира. На двух первых чемпионатах мира 1966 и 1968 года Рольф Коскинен принимал участие и дважды становился серебряным призёром в эстафете.
В 1971 году в составе клуба IK Örnen стал победителем эстафеты Юкола.